# AS Marsa
Avenir Sportif de La Marsa w skrócie AS Marsa (arab. لمستقبل الرياضي بالمرسى) – tunezyjski klub piłkarski, grający obecnie w pierwszej lidze, mający siedzibę w mieście La Marsa, leżącym nad Morzem Śródziemnym.

## Historia
Klub został założony w 1939 roku jako Club Musulman, czyli „Klub Muzułmański”. Przez lata występował w pierwszej lidze, ale nigdy nie wywalczył mistrzostwa kraju. Swój pierwszy sukces osiągnął w 1961 roku, kiedy po raz pierwszy zdobył Puchar Tunezji. Sukces ten powtórzył jeszcze czterokrotnie.

## Sukcesy
- Puchar Tunezji[1]
  - zwycięstwo (5): 1961, 1977, 1984, 1990, 1994.
  - finał (8): 1965, 1966, 1973, 1983, 1987, 1993, 2013, 2022.

- Puchar Ligi Tunezyjskiej[1]
  - zwycięstwo (1): 2007.

## Występy w afrykańskich pucharach
| Sezon | Rozgrywki                 | Runda              | Kraj                     | Klub                 | Dom | Wyjazd | Dwumecz      |
| ----- | ------------------------- | ------------------ | ------------------------ | -------------------- | --- | ------ | ------------ |
| 1985  | Puchar Zdobywców Pucharów | 1                  | Egipt                    | Al-Ahly Kair         | 0–1 | 0–4    | 0–5          |
| 1991  | Puchar Zdobywców Pucharów | 1                  | Sierra Leone             | Ports Authority FC   | –   | –      | –            |
| 1991  | Puchar Zdobywców Pucharów | 2                  | Burkina Faso             | ASFA Yennenga        | 1–0 | 1–3    | 2–3          |
| 1995  | Puchar Zdobywców Pucharów | 1                  | Gwinea                   | AS Cara              | –   | –      | –            |
| 1995  | Puchar Zdobywców Pucharów | 2                  | Gambia                   | Wallidan FC          | –   | –      | –            |
| 1995  | Puchar Zdobywców Pucharów | ćwierćfinał        | Mozambik                 | CD Maxaquene         | –   | –      | –            |
| 2005  | Puchar Konfederacji       | 1                  | Maroko                   | CODM Meknès          | 2–0 | 1–0    | 3–0          |
| 2005  | Puchar Konfederacji       | 2                  | Wybrzeże Kości Słoniowej | Stella Club d’Adjamé | 2–0 | 0–1    | 2–1          |
| 2005  | Puchar Konfederacji       | 3                  | Algieria                 | USM Algier           | 1–1 | 1–1    | 2–2 (k. 5–4) |
| 2005  | Puchar Konfederacji       | gr. A (3. miejsce) | Maroko                   | FAR Rabat            | 0–0 | 0–1    | 0–1          |
| 2005  | Puchar Konfederacji       | gr. A (3. miejsce) | Ghana                    | King Faisal Babes FC | 1–2 | 0–1    | 1–3          |
| 2005  | Puchar Konfederacji       | gr. A (3. miejsce) | Gwinea                   | Fello Star           | 3–1 | 2–1    | 5–2          |

## Stadion
Domowe mecze AS Marsa rozgrywa na stadionie Stade Abdelaziz Chtioui w La Marsa, który może pomieścić 6000 widzów.